# Andy Hug
Andy Hug   (Zúric, 7 de setembre de 1964 - Bunkyō, 24 d'agost de 2000) Andreas "Andy" Hug fou un karateka i kick-boxer suís que va competir a la divisió de pes pesant. Considerat com un dels més grans kick-boxers de pes pesant de tots els temps. Andy era conegut per la seva habilitat d'executar nombroses tècniques de puntades rarament vistes en competicions d'alt nivell. Tot i que sol ser més petit que els seus oponents, es va posicionar en 1,80 m i amb prou feines sent un pes pesant, amb un pes al voltant de 98 kg en el seu millor moment, va compensar la seva falta de mida amb el seu càrdio i velocitat. Utilitzà la postura southpaw, les seves puntades marcades incloïen la puntada de destral i l'"Hug Tornado", una puntada de taló baixa que girava dirigida a les cuixes dels seus oponents.

## Biografia
Nascut en Wohlen, Aargau, va destacar com a futbolista durant la seva infància tot i que va abandonar-ho per dedicar-se al karate Kyokushin, art marcial que va començar a practicar amb deu anys. Començant la seva carrera de karate de contacte complet a la divisió de pes mitjà amb 80 kg, va aconseguir destacar a finals dels anys setanta i principis dels vuitanta guanyant nombrosos tornejos regionals per tot Europa i va fer la transició al pes pesant durant l'any 1984. Aquell mateix any, va competir al Kyokushin World Open, la competició més prestigiosa del knockdown karate, per primera vegada i va arribar a la quarta ronda on va ser eliminat pel seu contrincant Shokei Matsui. De tornada a Europa va guanyar el seu primer campionat important amb el 3r Campionat d'Europa 1985 abans de tornar a participar en l'Open Mundial 1987. Es va convertir en el primer lluitador no japonès que va arribar a la final de la competició i novament tornà a perdre contra Shokei Matsui. Durant 1989 continuaria amb una altra victòria al Campionat d'Europa i va lluitar en el seu tercer i últim Open Mundial el 1991, on va perdre contra Francisco Filho a la tercera ronda.

### Carrera de Karate Kyokushin (1977 - 1991)
Després de guanyar una sèrie de combats de karate per a principiants, Andy va ser seleccionat per representar l'escola de karate Wohlen durant els campionats nacionals d'equips el novembre de 1977. Amb la seva gran habilitat i actuació va poder arribar a la Copa Oyama nacional suïssa l'any 1979, amb nomes quinze anys quan va derrotar a diversos dels seus oponents molt més grans que ell per fer-se victoriós del torneig. Durant 1981, va tenir un augment de la competició en formar part de l'equip suís que van guanyar contra els holandesos a la final per guanyar el torneig per equips i va registrar el seu primer èxit internacional en guanyar una medalla de bronze al 5è Campionat holandès de Kyokushin a la divisió de pes mitjà amb 80 kg a Weert, Països Baixos, quan va perdre contra Koen Scharrenberg a les semifinals. També va guanyar la Copa Suïssa Oyama per segona vegada aquell any superant a Heinz Muntweiler a la final abans d'establir-se com el millor lluitador Kyokushin del país, guanyant el Campionat de Suïssa l'any 1982. Després d'arribar als vuitens de final al 2n Campionat d'Europa i al 6è Open d'Holanda, va ser eliminat per Jean-Pierre Louisset i Kenneth Felter, Andy va tancar l'any aconseguint ser campió de la 1a Copa Ibusz Oyama a Budapest, Hongria, on va guanyar un combat contra Mark Niedziokka a la final.

### Canvià a Seidokaikan i entra a K-1 (1992 - 1993)
Després d'haver estat lluitant al Japó amb èxit durant uns anys es va fer extremadament popular al país. L'afició va quedar impressionada per la seva diversitat tècnica, una estètica, tàctica i força espectaculars. El 1992, va fer el canvi de Kyokushinkaikan a Seidokaikan, completant el pas de ser un aficionat a convertir-se en un lluitador professional i estrella al Japó.

### Guanyà al campionat del World Grand Prix K-1 (1996)
Començant l'any amb més èxit de la seva carrera, va guanyar a Bart Vale durant K-1 Grand Prix '96 Opening Battle el 3 de març de 1996, per classificar-se per al K-1 Grand Prix '96 que es va celebrar el 6 de maig. Després d'un breu combat contra Duane van der Merwe amb un KO en quaranta segons a la fase de quarts de final del torneig. Un altre combat l'esperava contra Ernesto Hoost a les semifinals on tots dos van tenir una batalla èpica considerada com un dels millors combats de la K-1. Finalment, després de cinc assalts extenuants, Andy va ser declarat guanyador del combat per decisió dividida. A la final, es va enfrontar contra el semifinalista Mike Bernardo, el sud-africà que l'havia noquejat un parell de cops en combats passats. Pero després d'una combinació d'entre fatiga i les puntades baixes d'en Andy, Bernardo va caure d'una puntada circular a la cuixa esquerra. Es va aixecar només perquè Hug va fer una de les parades més espectaculars de la dècada de 1990, aconseguint l'"Hug Tornado" a la cama esquerra de Bernardo ja lesionada per allunyar-lo i assolir el cobejat Campionat del Món de Gran Premi K-1.

## Mort
Durant la seva estada a Suïssa l'agost de 2000 va patir més de trenta-nou atacs de febre i hemorràgia nasal. Va visitar un hospital per fer-se proves i les proves mèdiques, però els metges no van trobar cap signe de malaltia. Malgrat els consells dels metges i del seu manager Rene Ernst, Hug va viatjar al Japó el 14 d'agost per entrenar-se abans de la seva participació prevista en el Gran Premi Mundial K-1 2000 a Fukuoka. El 15 d'agost, el seu metge personal suís va trobar un tumor inflat al costat esquerre del coll d'en Hug i el va declarar maligne. Va ser traslladat d'urgència a l'hospital de la Nippon Medical School a Bunkyō. Els metges el van diagnosticar leucèmia i van començar immediatament la quimioteràpia. Es va anunciar mort el 24 d'agost a les 14:21 de la tarda de l'any 2000, un parell de mesos abans de complir els anys.